# Электрифицированный инструмент
Электрифицированный инструмент —механизированный инструмент, у которого приводным двигателем является электродвигатель. В литературе за электрифицированным инструментом закрепилось название электроинструмент (инструмент с электрическим источником энергии).

## Описание

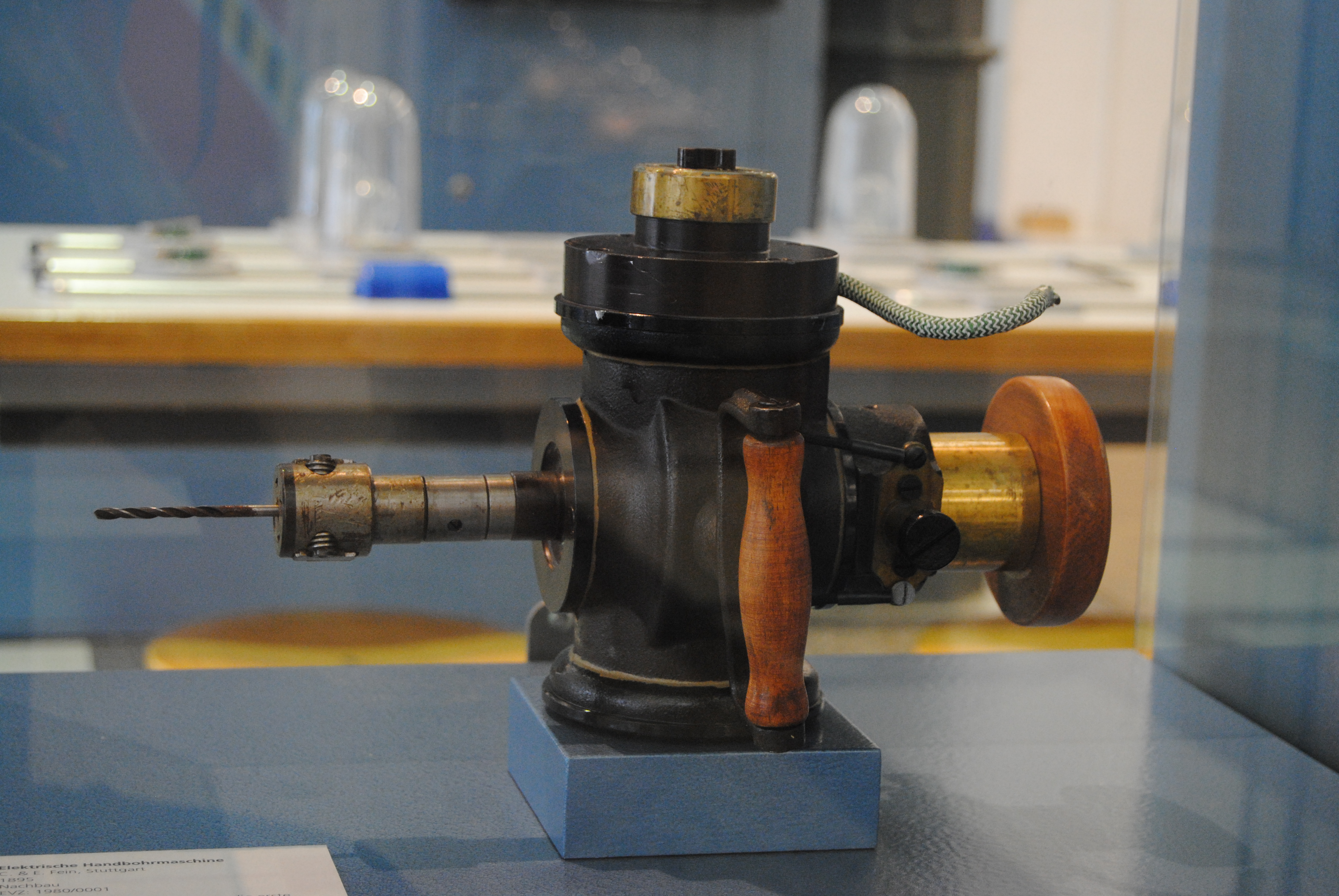
Первая в мире серийная электродрель, 1895 год

Источником энергии для электрического инструмента может быть электрическая сеть (220 В, 110 В и 380 В), источник высокочастотного тока у промышленного электроинструмента (как правило, 200 В, 300 Гц), либо электрический аккумулятор.
Электроинструмент, как правило, удерживается во время работы в руках и перемещается относительно неподвижной заготовки. В отличие от станка электроинструмент не имеет станины. Для стационарного применения электроинструмента используются различные подставки (в том числе специальные столы, например, фрезерные) и иные крепления к верстаку, столу или другим основаниям.
Электроинструмент используется для сваривания, резки, сверления, шлифовки, полировки, покраски, приклеивания различных материалов (металла, дерева, пластмассы и т.д.), снятия лакокрасочного покрытия, заворачивания, отворачивания и забивания крепежа, уплотнения материалов и т.д..

## Устройство

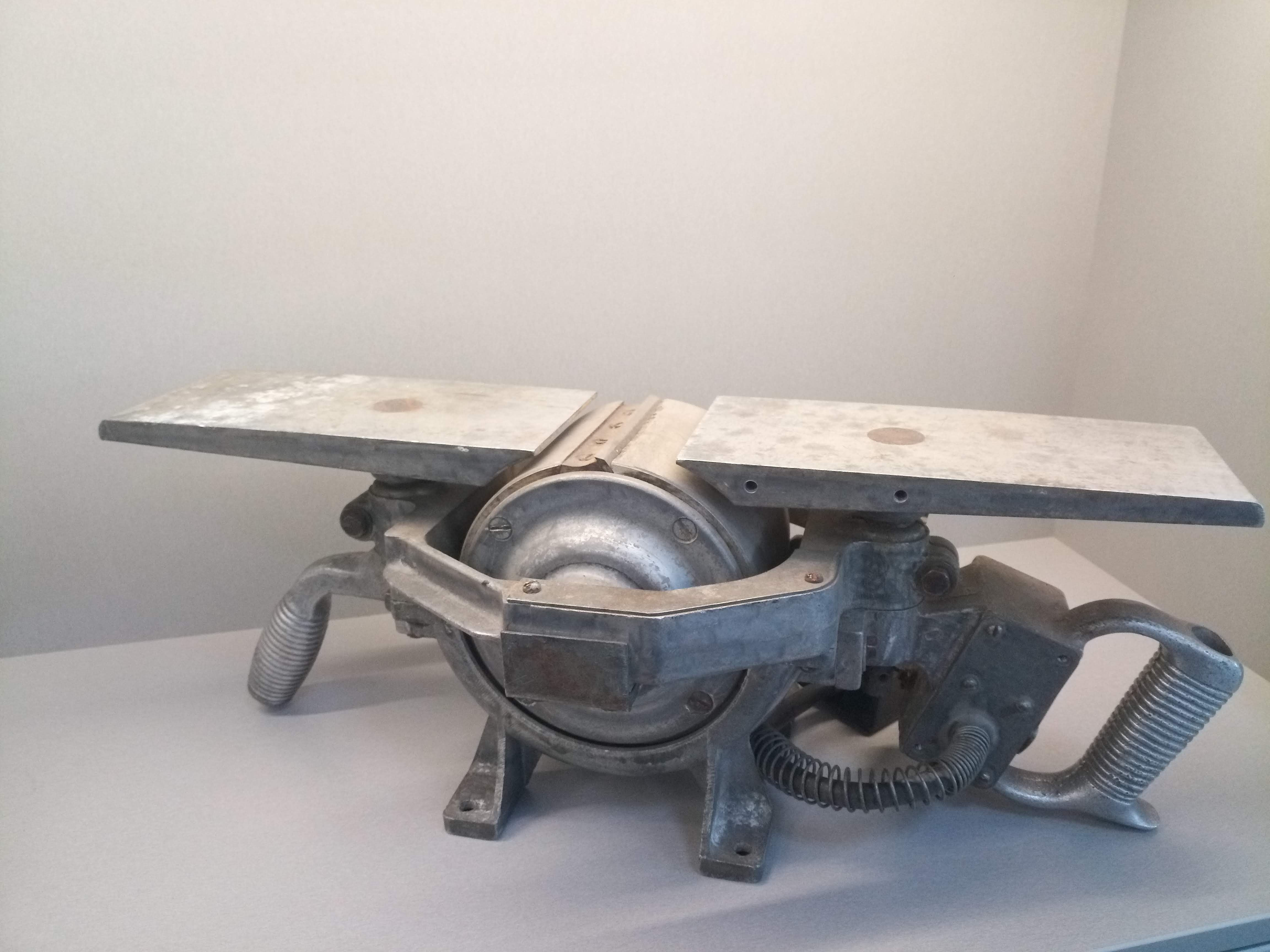
Электрорубанок с вращающимся ротором и неподвижным якорем.

Электрический инструмент обычно состоит из корпуса и размещённого в нём электродвигателя (в ряде случаев - и/или нагревательного элемента, например, строительных фенов, паяльников) и других узлов (например, преобразующих вращательное движение в возвратно-поступательное). Ротор электродвигателя непосредственно, или через редукторные шестерни, или через ремённую передачу, или через цепную передачу приводит во вращение шпиндель, в котором закреплён рабочий орган машины. В очень редких случаях подвижным является статор, а ротор жёстко крепится к корпусу (старые модели рубанков). В некоторых случаях рабочий орган соединён с электродвигателем гибким валом.

## Виды
- Вибратор
- Виброрейка
- Винтовёрт
- Воздушный компрессор
- Гайковёрт
- Гравёр
- Измельчитель
- Нагревающий электроинструмент
  - Термоклеевой пистолет
  - Строительный фен
  - Электропаяльник
- Отбойный молоток
- Перфоратор
- Пылесосы строительные
- Сварочный трансформатор/инвертор
- Строительный степлер
  - Скобозабивной пистолет
  - Гвоздезабивной пистолет
- Триммер (газонокосилка)
- Универсальный резак
- Шлифовальная машина
  - Вибрационная шлифовальная машина
  - Ленточная шлифовальная машина
  - Паркетошлифовальная машина
  - Угловая шлифовальная машина (УШМ, «болгарка», «турбинка»)
  - Щёточная (барабанная) шлифовальная машина
  - Эксцентриковая шлифовальная машина
- Шуруповёрт
- Электродрель
- Электролобзик
- Электроножницы
- Электроотвертка
- Электрорубанок
- Электропилы
  - Дисковая пила (циркулярная пила)
    - Торцовочная пила
    - Пила алмазной резки
    - Пила холодной резки

  - Сабельная пила
  - Цепная пила
  - Ленточнопильная машина (в которой используется Ленточная пила)
  - Штроборез
  - Бетонорез
- Электроплиткорез
- Электростамеска
- Фрезер
- Ламельный фрезер

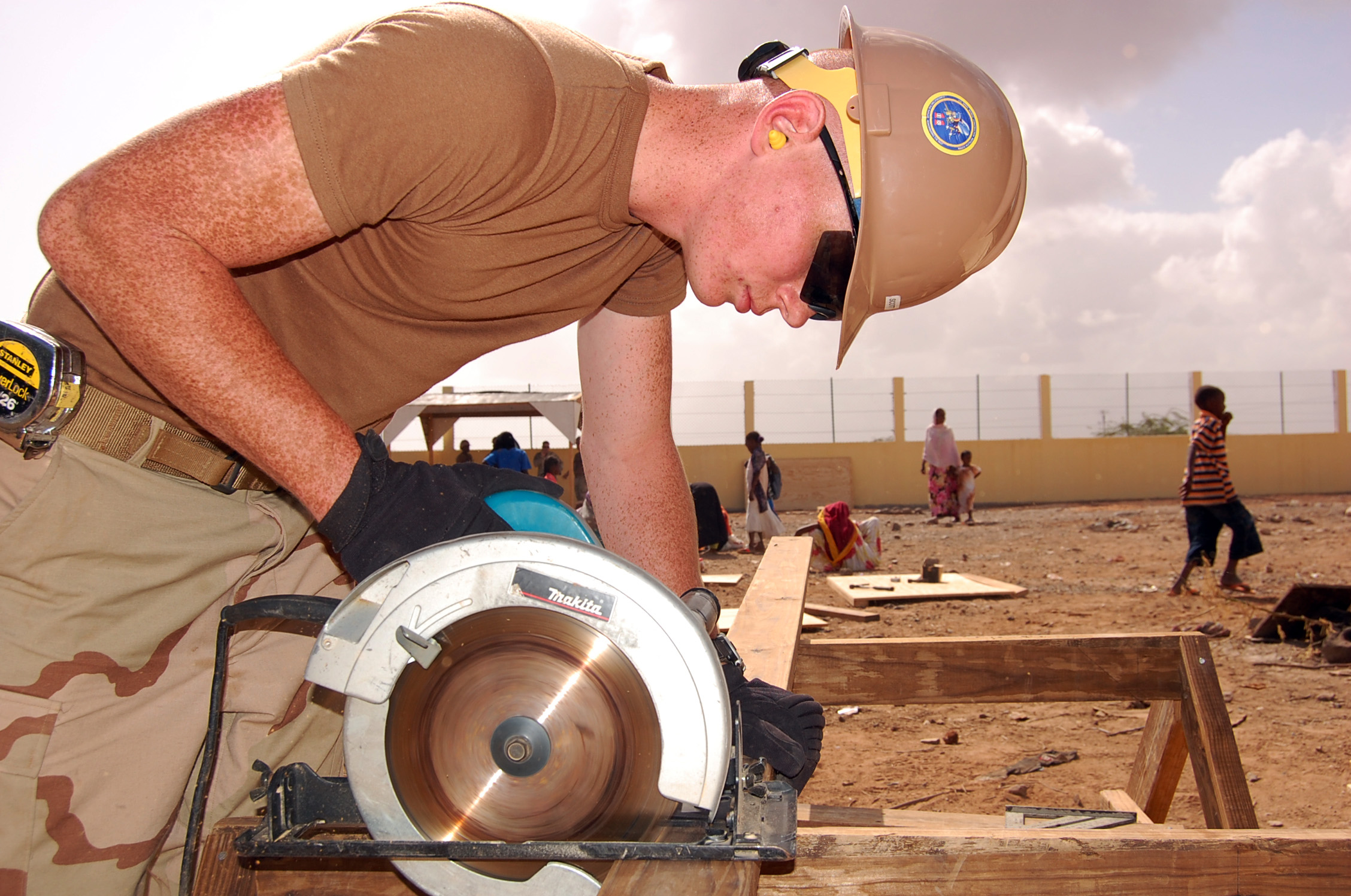
Электроинструмент в работе

Следует отличать электроинструмент от пневмоинструмента, привод которого осуществляется от сжатого воздуха.